# Viàtic

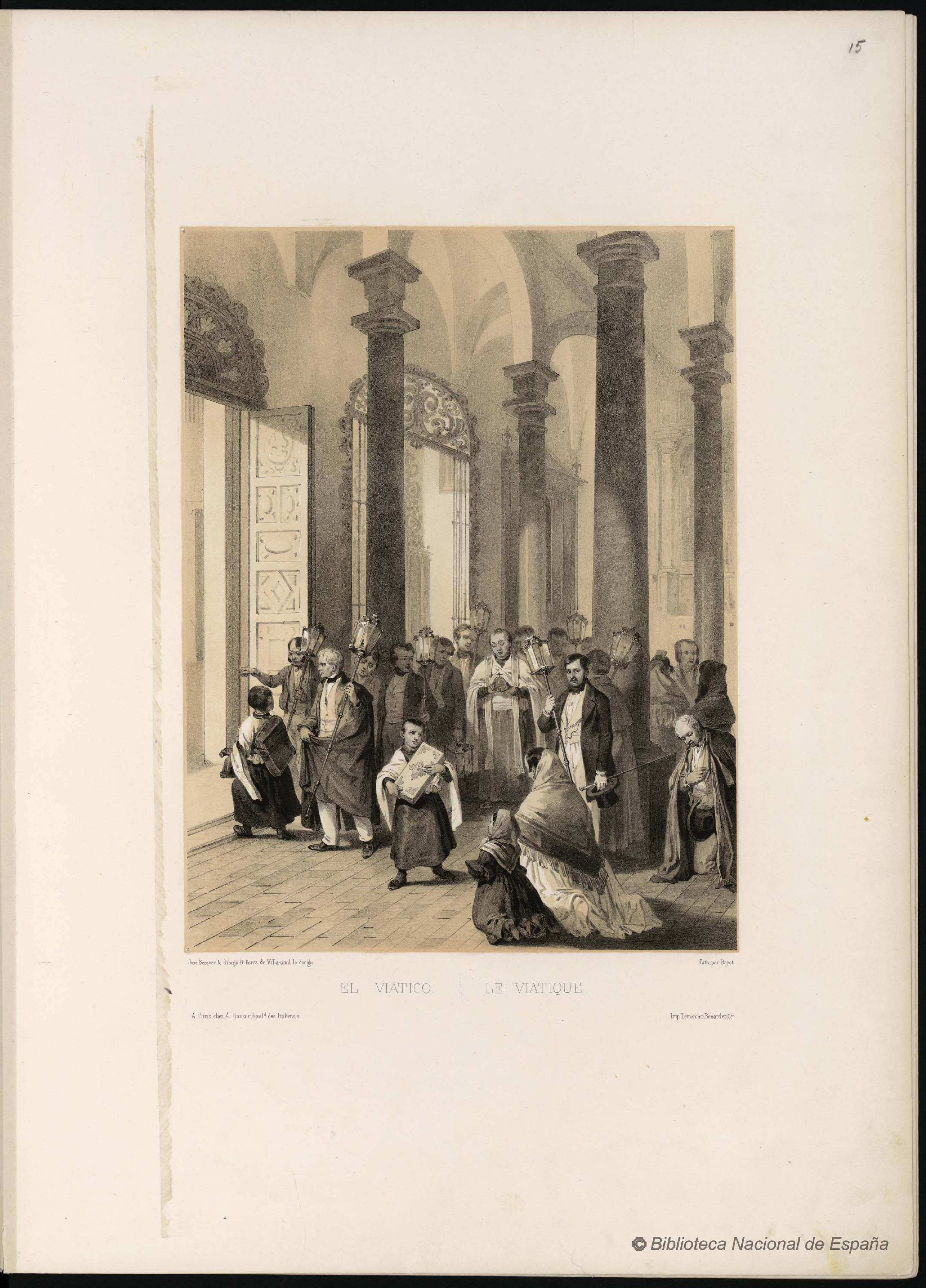
El Viàtic. Litografia basada en un dibuix de José Domínguez Bécquer. Cap a 1844.

Viàtic és un terme d'origen romà, que dins la litúrgia catòlica consisteix en l'administració de la comunió als moribunds perquè els ajudi en la seva partida de la vida terrenal. La paraula prové de l'arrel llatina "via", o sigui senda o camí, i el seu significat fa referència als "preparatius per al viatge que s'està per emprendre" com són les provisions alimentàries i pecuniàries que portaven els romans quan iniciaven un viatge de certa importància. És l'últim sagrament d'aquest món.

## Sagrament per a malalts
Segons indica el Catecisme de l'Església catòlica, «[el viàtic] És llavor de vida eterna i poder de resurrecció, segons les paraules de el Senyor:" Qui menja la meva carn i beu la meva sang, té vida eterna, i jo el ressuscitaré el últim dia "(Jn 6,54)" »
El Viàtic és un sagrament específic per als moribunds, encara que per prendre-ho cal que es trobin lúcids. El Viàtic no és el mateix que la comunió que es dona als malalts. Aquest costum es remunta als primers segles de la cristiandat on era molt apreciada, la recomana el Primer Concili de Nicea de l'any 325: "que si algun sortirà d'aquest món, no se li privi de l'últim i més necessari viàtic". Ja els primers cristians tenien el costum de portar la Comunió als que estaven pròxims a morir martiritzats.
El Concili Vaticà II va indicar que la unció de malalts (anomenat abans Extremaunció) havia de ser administrada després de la confessió i abans de rebre el Viàtic si bé és convenient distingir els dos Sagraments. Per administrar la unció dels malalts no cal que estiguin en un perill de mort imminent ja que l'Església catòlica recomana que se'ls administri a la gent gran i amb edat avançada (75-80 anys) ja que aquesta situació, de per si, ja representi un perill proper encara indefinit.
Sant Tomàs d'Aquino escriu en les seves obres sobre teologia i sagraments, que aquest es diu Viàtic en tant que «prefigura el goig de Déu en la pàtria definitiva i ens atorga la possibilitat d'arribar-hi».